# 科西阿斯科國家公園
科西阿斯科國家公園（英語：Kosciuszko National Park，/ˌkɒziˈʌskoʊ/）是澳洲最大的國家公園，在新南威尔士州東南部，悉尼西南方354公里。境內包含了澳洲大陸的最高峰科修斯科山，有高山氣候和高山植物群，在澳洲相當罕見。為著名的冬季運動勝地。

## 概况
該國家公園於1967年建立，占地面积达690,000公顷，是澳大利亚最大的国家公园，于2008被列入澳洲遗产名录。园中的山脉每年至少有四个月冰雪覆盖，因此成为澳洲知名的滑雪胜地。园中有知名的阿尔卑斯山脉步行道。而且很多罕见的或濒危的动植物生长于此园中，是澳洲受威胁最严重的科罗澳拟蟾的家园。

## 無人城
奇安德拉是科西阿斯科國家公園的一個被摒棄的採金區，1974年，奇安德拉的最後一人離開該地，使奇安德拉成了科西阿斯科國家公園的一部分。